# Le Voyage de Lucia
Pour plus de détails, voir Fiche technique et Distribution.
Le Voyage de Lucia (Il richiamo) est un film argentino-italien réalisé par Stefano Pasetto (it), sorti en 2009.

## Synopsis
Lucia et Léa sont deux femmes que tout oppose, mais lorsque Léa commence à suivre des cours de piano auprès de Lucia, les deux héroïnes deviennent complices et commencent à nouer une amitié qui, à la suite d'une importante nouvelle, se verra basculer dans une histoire d'amour intense et bercée par le bruit des vagues...

## Fiche technique
- Titre original : Il richiamo
- Titre français : Le Voyage de Lucia
- Titre international : The Call
- Réalisation : Stefano Pasetto (it)
- Scénario : Stefano Pasetto, Veronica Cascelli
- Producteur :
- Société de production : Interfilm, Rai Cinema, Ministero per i Beni e le Attività Culturali (MiBAC)
- Musique :
- Pays d'origine :  Argentine  Italie
- Langue d'origine : espagnol, italien
- Genre : Drame, romance saphique
- Lieux de tournage :
- Durée : 93 minutes (1 h 33)
- Date de sortie :
  -  Argentine : 12 juin 2009
  -  Canada : septembre 2010 au Festival international du film de Toronto
  -  France : 3 août 2011
  -  Brésil : 2 septembre 2011
  -  Pologne : 30 septembre 2011
  -  Danemark : 23 octobre 2011 au festival du MIX Copenhagen

## Distribution
- Sandra Ceccarelli : Lucia
- Francesca Inaudi : Lea
- César Bordón : Bruno
- Guillermo Pfening : Marco
- Arturo Goetz : docteur Garcia
- Julieta Cardinali : Irene
- Hilda Bernard : Matilde
- Maria Lourdes Argiz : la fille
- Lola Berthet : Petra
- Juan Cresta : Jesús
- Viviana Greco : Alma
- Valeria Lois : Inés
- Javier van de Couter : Patricio
- Ricardo Williams : le gardien
- Mirta Wons : la gérante